# سه قرون
اوچ کوروش (به ترکی استانبولی: Üç Kuruş) یک مجموعه تلویزیونی اکشن، درام و جنایی ترکیه‌ای محصول شرکت آی یاپیم است که اولین قسمت آن در ۱ نوامبر ۲۰۲۱ به کارگردانی سینان اوزتورک و نویسندگی داملا سریم و است آکچیلاد پخش شد. بازیگران اصلی اوراز کایگیلاراوغلو و اکین کوچ هستند. این سریال با ۲۸مین قسمت خود که در ۳۰ مه ۲۰۲۲ درشبکه شو تو وی بخش شد به پایان رسید.
همچنین این سریال به صورت دوبله فارسی در شبکه‌های جم پخش می‌شود.

## خلاصه داستان
تعقیب و گریز بین رهبر مافیایی کارتال (اوراز کایگیلاراوغلو)، که «محافظ» چینگیراکلی است، و افه (اکین کوچ)، کمیسر بی‌پروا دفتر سازمان‌یافته،که در این میان با یک پرونده از قتل های سریالی مواجه می‌شوند. مسیری که آن‌ها برای دستگیری قاتل طی می‌کنند آن‌ها را به نامی سوق می‌دهد که هرگز حدس نمی‌زدند.

## بازیگران و شخصیت‌ها
| بازیگر              | شخصیت               | توضیحات                                                                       |                                                           |
| ------------------- | ------------------- | ----------------------------------------------------------------------------- | --------------------------------------------------------- |
| اوراز کایگیلاراوغلو | کارتال چاکا         | رهبر محله چینگیراکلی، برادر شاهین و لیلا، پسر اوکتای، همسر سابق بهار، پدر آتش |                                                           |
| اکین کوچ            | افه تکین            | کمیسر سابق اداره سازمان‌یافته و موسیقی‌دان، همسر لیلا، پسر عدنان، پدر بهار      |                                                           |
| آصلیهان مالبورا     | لیلا چاکا           | خواهر کارتال و شاهین، دختر اوکتای، همسر افه، مادر بهار                        |                                                           |
| بورا آک‌کاش          | چتین هیجاز          | پسر بایبارس و نریمان، برادر ناتنی کیلیچ، دوست پسر سابق آزاده                  |                                                           |
| جوان جانووا         | اوکتای چاکا         | پدر کارتال و لیلا و شاهین، برادر نریمان                                       |                                                           |
| مصطفی کیرانتپه      | روشن                | یکی از وفادارترین افراد نزدیک کارتال                                          |                                                           |
| داملا ماکار         | هالیده              | برادرزاده اوکتای                                                              |                                                           |
| ایتاچ اوسان         | باتو                | دوست صمیمی افه تکین و کمیسر اداره سازمان‌یافته                                 |                                                           |
| الیسن یوگر          | برک (کونیالی)       | دوست صمیمی کارتال                                                             |                                                           |
| بوراک التای         | بولنت               | کمیسر اداره سازمان‌یافته                                                       |                                                           |
| جونیت یارلار        | عدنان تکین          | پدر افه                                                                       |                                                           |
| رانا کابار          | حسنی                | هم محله ای چینگیراکلی                                                         |                                                           |
| الیسا اکار          | بهار تکین           | دختر افه و لیلا                                                               |                                                           |
| اوور ییلدران        | شسو                 | یکی از دوستان نزدیک کارتال                                                    |                                                           |
| اوموت جان اتبای     | شاهین               | برادر کارتال و لیلا، پسر اوکتای                                               |                                                           |
| بازیگر              | شخصیت               | توضیحات                                                                       | پایان نقش                                                 |
| نسرین جوادزاده      | بهار چاکا           | همسر سابق کارتال، مادر آتش، دختر نضیح                                         | او توسط بایبارس با شلیک اسلحه پشت سر هم کشته می‌شود.       |
| نورسل کوسه          | نریمان چاکا         | خواهر اوکتای، عمه کارتال لیلا شاهین، مادر چتین، همسر سابق بایبارس             | توسط شلیک گلوله ی کیلیچ از پشت سر کشته شد.                |
| نجیب ممیلی          | کیلیچ هیجاز         | پسر بایبارس، برادر ناتنی چتین                                                 | او توسط کارتال خفه و کشته می شود.                         |
| کادیر چرمیک         | بایبارس هیجاز       | پدر چتین و کیلیچ، همسر سابق نریمان                                            | او توسط کارتال با شلیک اسلحه کشته می‌شود.                  |
| ارجان کسال          | هالیت               | کمیسر اداره سازمان‌یافته دوست افه                                              | او توسط فرهان با شلیک اسلحه کشته می‌شود.                   |
| ولکان کیران         | فرهان(عرفان قهرمان) | دوست بچگی کارتال                                                              | او توسط افه با شلیک اسلحه پشت سر هم کشته می‌شود            |
| محمت بوزدوغان       | کورکماز             | دشمن کارتال                                                                   | او توسط کارتال با شلیک اسلحه به وسط پیشانی اش کشته می‌شود. |
| سزین اکباش اوغلاری  | آزاده               | دوست دختر سابق چتین                                                           | او توسط شاهین با نوشیدنی مسموم شده و کشته می‌شود.          |
| ظفر الگوز           | نضیح                | پدر بهار                                                                      | او با شلیک اسلحه کارتال به سر او کشته می‌شود.              |

## فیلم‌برداری
در حالی که این سریال در محله بلاط در منطقه فاتح استانبول و منطقه چاییرباشی در منطقه ساری‌یر فیلم‌برداری شده‌است، برخی صحنه‌ها در کارخانه کفش قدیمی بیکوز اتفاق می‌افتد.

## انتشار
| فصل | قسمت‌ها | تاریخ انتشار اصلی | تاریخ انتشار اصلی  | تاریخ انتشار اصلی |
| فصل | قسمت‌ها | شروع فصل          | پایان فصل          | شبکه              |
| --- | ------ | ----------------- | ------------------ | ----------------- |
| ۱   | ۲۸     | ۱ نوامبر ۲۰۲۱     | ۳۰ مه ۲۰۲۲ (فینال) | شو تی‌وی           |

## پخش بین‌المللی
- ایران: این سریال از تاریخ ۱ خرداد ۱۴۰۱ جمعه تا چهارشنبه ساعت ۲۱ از شبکه جم سریز به صورت دوبله فارسی پخش میشد .